# 處境神學
處境神學（Contextual theology）或處境化神學（Contextualizing theology）意指回應某一處境現象的神學。

## 詞彙
「處境化神學」此詞原由台灣神學家黃彰輝提出，以在宣教學上回應台灣的本土社會政治處境；黃也藉此詞指出由亨利·維恩（Henry Venn）和鲁弗斯·安德森（Rufus Anderson）所創立的三自原則 （three-self principles）的不足之處。黃在普世教會協會的神學教育基金會中廣泛推廣處境化神學概念。雖然當時被視為過於前衛，後來它卻慢慢被福音派教會和天主教所接受。
此詞理解為每個人都有可能來自某一獨特的世界觀，如阿拉伯或亞洲文化，或處身於某社會政治環境當中。處境化神學的例子包括拉丁美洲解放神學、民眾神學、和非洲神學。
系統神學家雷貢達·耶穌拉斯南（Regunta Yesurathnam）認為處境神學包括「所有本土化（Indigenization）或本地化（Inculturation）現象，但它也嘗試概括所有現代化、世俗化、科技及人類尋找公義的現狀。」宣教學家史提芬·B·貝文斯（Stephen B. Bevans）認為神學沒有所謂正常的標準，他認為除了「做處境化神學別無他選」，因為神學本由人類處境所產生。

## 聖經研究
在聖經翻譯和釋經學中，處境化是個賦予意義的過程。在理解某處境的過程中，它同時分析相關詞彙如何應用於該環境中。
處境化能應用於研究聖經翻譯和其文化環境的關係。此方法由釋經學演變出來，用於理解希伯來聖經字眼如何翻譯至希臘文或拉丁文。
「處境化」此詞常用在神學上，尤其是宣教士如何用耶穌在福音書上的話理解或應用在宣教士的處境當中。自七十年代初期，此詞的用意更為廣泛。此詞現會用在不同世俗化、宗教或政治群體上，以表達他們如何嘗試調節某些字眼、語句和意思以回應相關文化。